# Dobitnici Porina 2014.
Porin je najuglednija diskografska nagrada u Republici Hrvatskoj. Godine 1993. tu su nagradu utemeljili Hrvatska diskografska udruga, Hrvatska glazbena unija, Hrvatsko društvo skladatelja i Hrvatska radiotelevizija. Redovito se godišnje dodjeljuje od 1994.

## Popis dobitnika
2014. godine Porin je dodijeljen u 49 kategorija. Nagrade za životno djelo posmrtno su dobili Miroslav Križić, Vinko Coce i Krešimir Oblak, a za iznimna umjetnička postignuća ista je nagrada dodijeljena i Dubravku Majnariću, Radojki Šverko, Valteru Dešpalju i Željku Brkanoviću. Nagradu za hit godine osvojio je Marko Perkoviću Thompsonu za pjesmu "Samo je ljubav tajna dvaju svjetova".

## Vanjske poveznice
- Dobitnici nagrade »Porin« 2014., službene stranice
- arhiva.porin.info – Proglašeni dobitnici 21. Porina!
- arhiva.porin.info – Dodijeljene nagrade Porin Classic!